# Constantin Dobrogeanu-Gherea
Constantin Dobrogeanu-Gherea, pseudonimo di Solomon Katz (Slavjanka, 1858 – Bucarest, 1920), è stato un politico rumeno.
Oppositore del regime in Russia, suo paese natio, fu deportato in Siberia, ma riuscì a fuggire e a stabilirsi in Romania. Qui fu una figura cardine della letteratura rumena e fece parte del circolo Junimea.